# أحلام سرفيان
أحلام سرفيان هي رواية للكاتب الفرنسي أناتول فرانس المعروفة بالأصل الفرنسي باسم 'Les Désirs de Jean Servien'. نُشرت الرواية لأول مرة عام 1882، وترجمها إلى العربية أحمد أبو ذكري، وصدرت عن دار "أقلام عربية للنشر والتوزيع" سنة 2022. تتناول الرواية مسار حياة شاب طموح من طبقة متواضعة يُدعى جان سرفيان، ويعاني من التناقض بين أحلامه المثالية وقسوة الواقع الاجتماعي الطبقي في فرنسا القرن التاسع عشر.

## نبذة
تدور أحداث الرواية حول جان سرفيان، الطفل الذي يفقد والدته في سن مبكرة، بالوصية، رغم تواضع وضعه الاجتماعي. تتبع الرواية مسار جان منذ الطفولة حتى شبابه، مرصدة صراعاته النفسية والطبقية، وتعلقه بعوالم الأدب والفكر، وعلاقاته المعقدة بالعاطفة والنساء والمثل العليا.يتحول جان تدريجيًا إلى مثقف حساس، يعيش على هامش المجتمع البورجوازي، تتقاذفه رغبات غير قابلة للتحقق في الحب والفن والمكانة. يعاني من خيبات متكررة، تعكس البون الشاسع بين المثال والواقع.

## خلفية وأسلوب
كتب أناتول فرانس هذه الرواية في مرحلة مبكرة من مسيرته، متأثرًا بتجربته الشخصية وتكوينه الكلاسيكي، وبالنقد الاجتماعي الذي ميّز أعماله اللاحقة. تتسم اللغة بالتهكم الرقيق والأسلوب الساخر، وتندرج في إطار الرواية النفسية والفكرية، دون أن تفقد حسها الإنساني العميق.يرى النقاد أن أحلام سرفيان عمل يُسقط فيه المؤلف بعضًا من رؤاه وتجاربه المبكرة، لاسيما في تناول موضوعات التعليم، والفقر، والصراع بين الفن والحياة الواقعية.

## الموضوعات
تعالج الرواية عدة موضوعات بارزة:
- **الهوية الطبقية**: يظهر جان كضحية للهياكل الطبقية، عاجزًا عن الاندماج في عالم الثقافة البرجوازية رغم كفاءته ومثابرته.[5]
- **الحلم والخذلان**: يحرك الحلم مسار البطل، لكنه ينتهي دومًا بصدمات متكررة تعيد تثبيت واقعه المهمش.[6]
- **المرأة والرمز**: ترِد صورة المرأة في الرواية مزدوجة، بين الحبيبة الحلمية التي لا تُطال، والمرأة الفاتنة التي تهوي بالبطل إلى الأسفل.[7]

## التلقي النقدي
حظيت الرواية منذ صدورها بتقدير بعض النقاد، رغم أنها لم تبلغ شهرة أعمال فرانس اللاحقة مثل تاييس وجزيرة البطريق. وقد وصفها الناقد الفرنسي ألبير غيرار بأنها "عمل حالم على حافة الهاوية، يتأرجح بين الإدانة الاجتماعية والحساسية الشعرية". كما اعتبرها شربل داغر "من أوائل الروايات الفرنسية التي تضع المثقف في موقع الاغتراب البنيوي داخل مجتمعه".